# Contea di Kiowa (Oklahoma)
La contea di Kiowa (in inglese Kiowa County) è una contea dello Stato dell'Oklahoma, negli Stati Uniti. La popolazione al censimento del 2000 era di 10 227 abitanti. Il capoluogo di contea è Hobart.